# Мурадова, Наталья Владимировна
Наталья Владимировна Мурадова (род. 10 октября 1946, Лодзь, Лодзинское воеводство) — советская и российская художница декоративного искусства. Академик РАХ (2020). Член МОСХ (1982). Заслуженный художник Российской Федерации (1999). Народный художник Российской Федерации (2008).

## Биография
Родилась 10 октября 1946 года в городе Лодзь, в Польше.
С 1966 по 1971 годы обучалась в Московском текстильном институте, училась у таких педагогов как — заслуженный художник РСФСР Н. М. Жовтис (1921—2010) и член СХ СССР В. Н. Козлов (1923—1988). Защиту диплома Н. В. Мурадова осуществляла в Московском шёлковом комбинате имени Розы Люксембург.
С 1978 года Н. В. Мурадова была постоянной участницей московских, всероссийских, всесоюзных и международных художественных выставок проходивших в — США, Австралии, Норвегии, Корее и Японии. Персональные выставки Н. В. Мурадовой на конкурсах по современного текстилю проводились в Музее текстиля в Польше, два раза в музее Государственного историко-архитектурного, художественного и ландшафтного музея-заповедника «Цари́цыно», в 2011 году — в Школе драматического искусства, в 2013 году — в художественных залах Российской академии художеств под названием — «Свет и цвет. Текстильные истории и фантазии в стекле», в 2014 году — во
Всероссийском музее декоративно-прикладного искусства под названием — «Блеск стекла и мягкость ткани», в 2016 году — в московской усадьбе Муравьёвых-Апостолов под названием — «Зрелище и Звуки».
Основная часть своей творческой деятельности, Н. В. Мурадова посвятила художественному оформлению произведениями текстильного искусства важнейших культурных и государственных объектов, музеев и театров, в том числе таких как — Государственная Третьяковская галерея, Министерство иностранных дел России и Сенатский дворец — рабочую резиденцию Президента России в Кремле, Посольство СССР в Париже и Олимпийская деревня. Н. В. Мурадова создала такие художественные произведения как: гобелены — «Герб», «Сияние Москвы» и «Парк» для оформления резиденции Президента России в Сенатском дворце, «Три века Русской Культуры» — для интерьеров Третьяковской галереи, «Время», «Равновесие», «Москва — столица культурных событий» и серия из восьми гобеленов «Россия» — для оформление сцены в Верховном суде Российской Федерации, настенное панно — «Отдых (Парк)» для Министерства иностранных дел России, театральный занавес — «Жар-Птица» для Брянской областной филармонии, серия из четырёх гобеленов — «Венецианский карнавал», композиции из текстиля — «В остатках сна рождалась явь», «Книга не умрёт. Роман будет прочитан», «Ужас и восторг Великого Города» для Museum of Arts and Design в США.

О видении Н. В. Мурадовой своего пути в творчестве говорят её слова: 
Я люблю случайность, необузданную, но организованную в новую реальность предметного мира с помощью тканей, нитей, красок, бумаги... схватывая мгновенье в состоянии природы, нанизываю впечатления, следуя за мыслью, настроением и материалом
Художественные работы Н. В. Мурадовой находятся в различных музеях России и мира в том числе: Всероссийском музее декоративно-прикладного и народного искусства, Обюссонском музее фабрики гобеленов во Франции, музеях — Museum of Arts & Design и Two Columbus Circle в США.
Н. В. Мурадова «За лучшую работу года» в 1987, 1988 и в 1989 годах удостаивалась — Премии Московского Союза художников.
С 1982 года Н. В. Мурадова была выбрана членом Московского союза художников, с 1994 года является — членом Европейской Ассоциации художников текстиля. С 1996 года Н. В. Мурадова является консультанткой от России на смотре современного художественного текстиля «Триеннале Гобелена» в Музее текстильной промышленности в городе Лодзь. Помимо творчества Н. В. Мурадова занимается и педагогической деятельностью — преподаёт и читает лекции в Московской художественно-промышленной академии имени С. Г. Строганова.
В 2010 году Н. В. Мурадова была избрана член-корреспондентом Российской академии художеств по Отделению декоративных искусств.
В 1999 году Н. В. Мурадовой было присвоено почётное звание — Заслуженный художник Российской Федерации, в 2008 году — Народный художник Российской Федерации.

## Награды

### Звания
- Народный художник Российской Федерации (2008)
- Заслуженный художник Российской Федерации (1999)

### Прочие награды
- Серебряная медаль РАХ (1999)